# 빅이너
빅이너(Big inner)는 가수 유리상자 이세준이 처음으로 프로듀싱한 남성 3인조 보컬그룹이다. 시작하는 팀(비기너)이지만 큰 꿈과 음악을 내포하고 있는(빅이너) 그룹이라는 뜻을 가지고 있다. 멤버는 이광은, 박은평, 김동현으로 구성되어있고 2019년 11월30일 첫 싱글 '사랑..이울다'를 발표하며 데뷔하였다.

## 발매곡
- 1st  single
  - 제목: 사랑.. 이울다(뮤직비디오)
  - 작사/작곡: 이세준
  - 편곡: 전영호

- 2nd single     
  - 제목: 동네 (feat.김경록 of V.O.S, 이세준) (remake)
  - 작사/작곡: 김현철
  - 편곡: 전영호

- 3rd single
  - 제목: 처음일까 마지막일까(뮤직비디오)
  - 작곡: 윤종신
  - 작사: 심현보, 이세준
  - 편곡: 전영호

- 4th single
  - 제목: 신부에게 (remake)
  - 작곡: 박승화(유리상자),김산
  - 작사: 이세준(유리상자)

1st EP
- - 1.제목: one day (TITLE)
  - 작곡: JOONY (153/Joombas)
  - 작사: 박은평

- - 2.제목: 알지않을거야(이광은solo)
  - 작곡: 차신원
  - 작사: 차신원

- - 3.제목: 사랑하지 않은 건 아닌데(박은평solo)
  - 작곡: 박은평
  - 작사: 박은평
  - 편곡: JOONY (153/Joombas)

- - 4.제목: Break(김동현solo)
  - 작곡: BLOOM(감성사운드)
  - 작사: 건호(루트레이블)

- - 5.제목: 지워진다
  - 작곡: JOONY(153/Joombas)
  - 작사:박은평

- 5th single

```
 제목: Oh my Lord Oh my Love
 작사: 이세준
 작곡: 하원,이세준
 편곡: 정수경
 Guitar: 방인재
```